# Graham White
Graham Ross White (Australia, 14 de febrero de 1951) es un nadador australiano retirado especializado en pruebas de estilo libre, donde consiguió ser subcampeón olímpico en 1968 en los 4x200 metros estilo libre.

## Carrera deportiva
En los Juegos Olímpicos de México 1968 ganó la medalla de plata en los relevos de 4x200 metros estilo libre, con un tiempo de 7:53.7 segundos, tras Estados Unidos (oro) y por delante de la Unión Soviética (bronce), siendo sus compañeros de equipo: Greg Rogers, Bob Windle y Michael Wenden.